# 第20親衛ロケット旅団 (ロシア陸軍)
第20親衛ロケット旅団（20-я гвардейская ракетная бригада；略称20 гв. рбр）は、ロシア陸軍の旅団の1つ。名誉称号「ベルリン」、赤旗勲章2個を有する。

## 歴史

### 第二次世界大戦
- 1942年12月19日：モスクワにおいて、第20親衛重迫撃砲旅団編成。BM-13装備
- 1943年2月1日：第4親衛迫撃砲師団の編成下において、ヴォロネジ戦線で戦う。
- 1943年7月8日：第20旅団に親衛旗授与
- 1944年11月1日：第1沿バルト戦線の第61軍に編入
- 1945年2月1日：第1沿バルト戦線の第6親衛軍に編入
- 1945年6月11日：ベルリン突入の功績に対して、名誉称号「ベルリン」授与
- 1945年7月：沿海地方ホロリに移動。ソ連対日参戦において、第1極東戦線第5軍を支援
- 1945年9月19日：対日戦の功績に対して、旅団に2つ目の赤旗勲章授与

### 戦後
戦後、沿海地方のラズドーリノエに駐屯。
- 1964年：9K72（スカッド-B）を装備し、スパスク・ダーリニーに移転
- 1969年8月：戦術演習中、2個中隊が移動海上目標に対して集団発射を実施
- 1973年9月：サハリンへの海上機動演習
- 1975年5月：鉄道上からミサイル発射を実施

### ロシア連邦軍
- 1998年：「トーチカ-U」を装備
- 2004年：指揮所演習「機動-2004」に参加
- 2006年：移動修理・機材基地が廃止され、独立ロケット機材大隊が編成された。

## 編制
- 3個ロケット大隊

## 装備
- 9K79-1「トーチカ」 x12
- R-145BM x9

## 歴代旅団長
| 職名   | 就任年   | 氏名                 | 階級 |
| ------ | -------- | -------------------- | ---- |
| 旅団長 | 2002年 - | アレクセイ・サハロフ | 大佐 |